# Ummidia picea
Espèce
Ummidia picea est une espèce d'araignées mygalomorphes de la famille des Halonoproctidae.

## Distribution
Cette espèce est endémique d'Espagne. Elle se rencontre en Andalousie et en Murcie.

## Description
Le mâle décrit par Decae en 2010 mesure 13,3 mm et la femelle 26,0 mm.

## Publication originale
- Thorell, 1875 : Diagnoses Aranearum Europaearum aliquot novarum. Tijdschrift voor Entomologie, vol. 18, p. 81-108 (texte intégral).